# Ladislav Vodička
Ladislav Vodička (10. ledna 1931 Praha – 7. března 1999) byl český country zpěvák a textař, který vystupoval např. s Country Beatem Jiřího Brabce a poté se skupinou Vodomilové. Nazpíval několik hitů.

## Životopis
Vystudoval strojní fakultu ČVUT. Zpívat začal v roce 1961 s amatérskou skupinou Tempest. V roce 1966 mu Jiří Brabec nabídl angažmá ve své skupině Country Beat a v témže roce společně s ním přešel do divadla Semafor. V roce 1970 prodělal Vodička mozkovou příhodu a po operaci se rozešel s Jiřím Brabcem pro umělecké neshody. V roce 1972 přijal angažmá od skupiny Vodomilové, která vznikla ze skupiny Truckers/Rodeo.
Díky specifickému hlasu (velmi znělý bas) a orientaci na žánr country se mu přezdívalo „český Johnny Cash“. Nazpíval také české verze několika Cashových písní.

## Hity
- Shane (Byl to Shane)
- Já tu zemi znám
- Louka plná koní
- Je to zlé (Ring of Fire)
- Řidič, ten tvrdej chleba má
- Šedý vlas
- Lány sluncem rozpálené
- Jsem tulák
- Ďáblovo stádo (coververze Ghost Riders in the Sky)
- Dívka z hor
- Vůně růží

## Televize
- 1975 Mimořádný vlak Ladislava Vodičky - malý country recitál (Československá televize)